# 法爾奈克一世

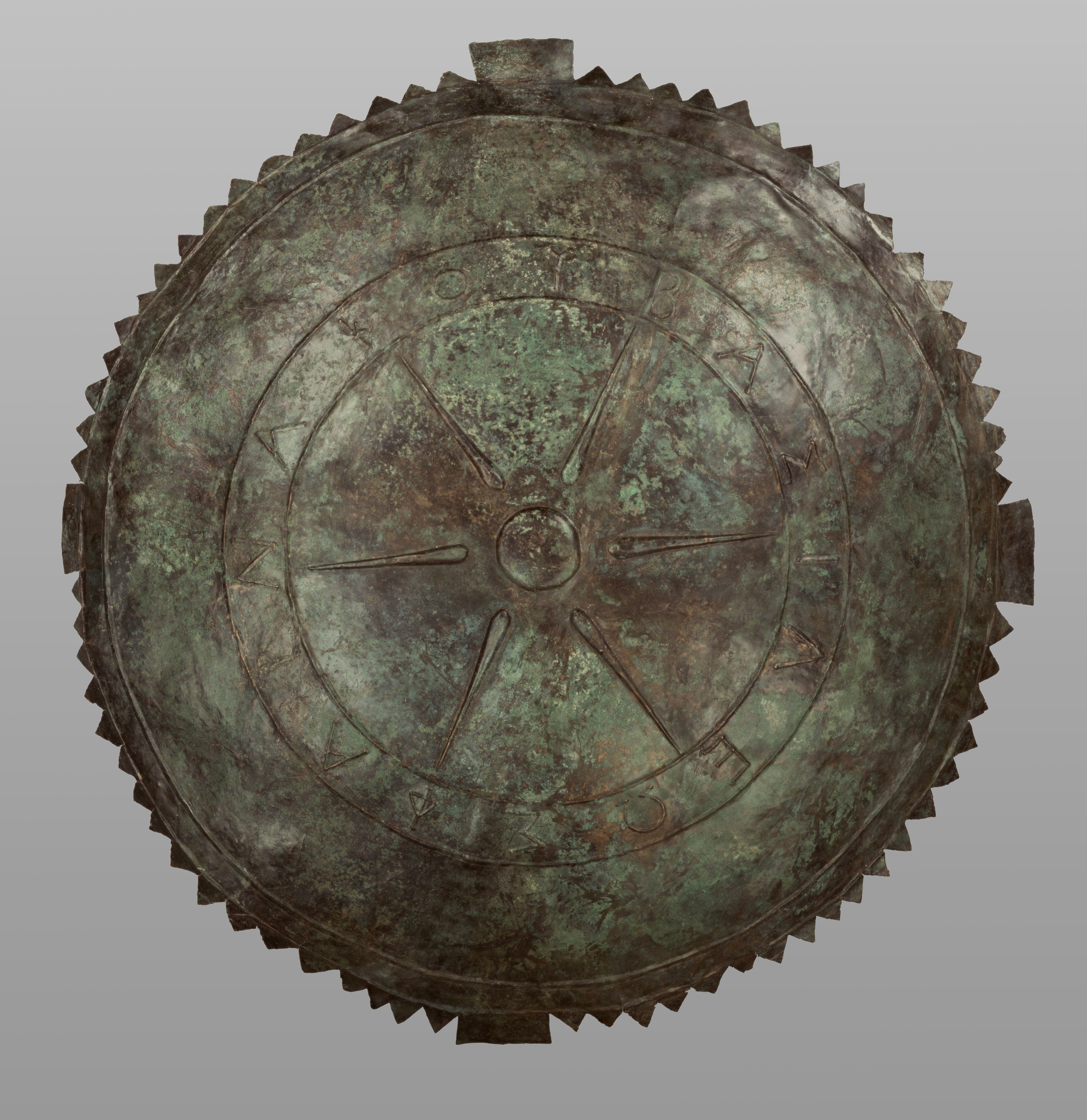
刻有法爾奈克一世名字的銅盾

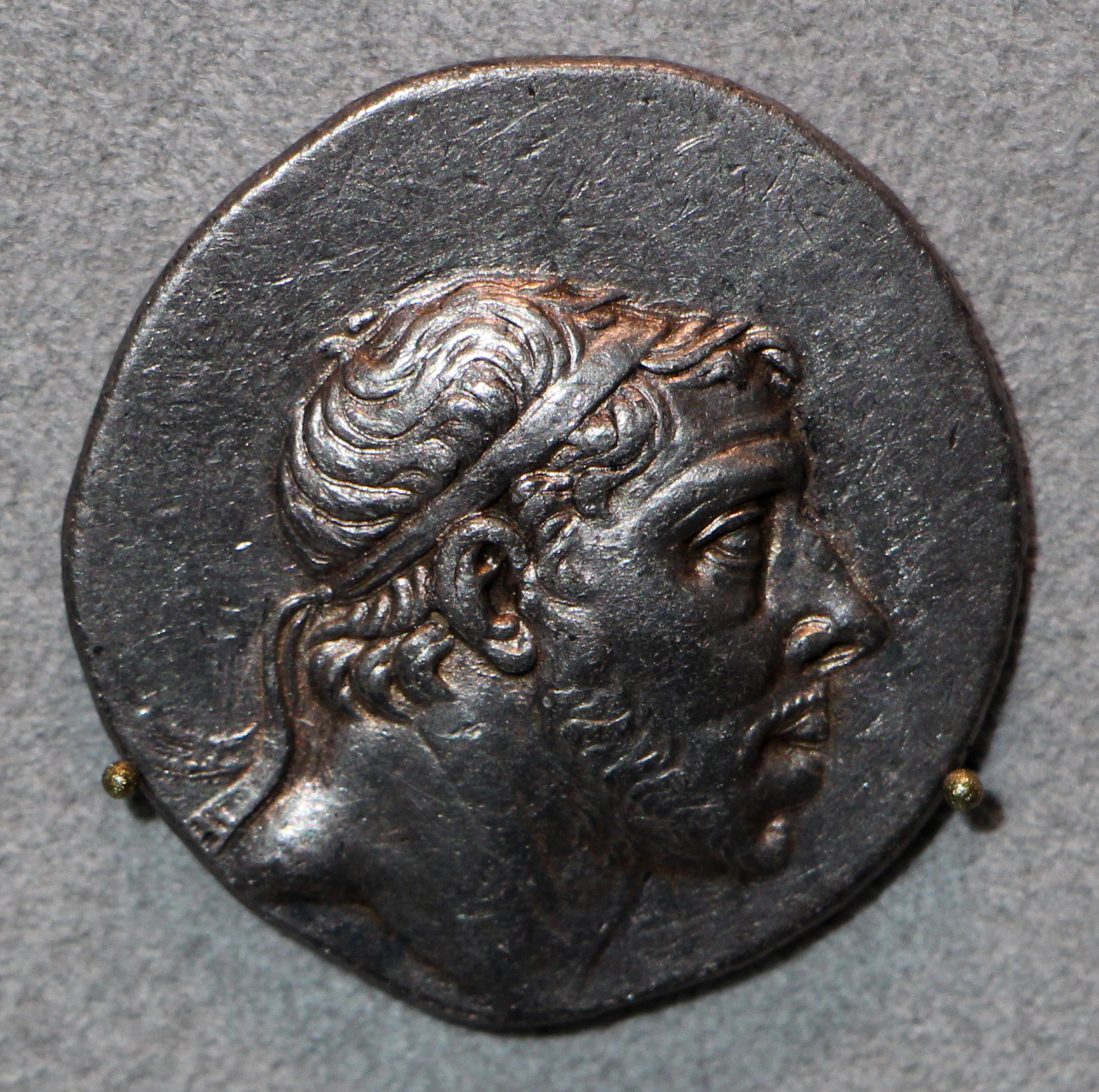
Tetradrachm of Pharnaces I of Pontus

法爾奈克一世, 本都王國第五任國王，是米特里達梯三世的兒子。統治期間不確定，可能約在前183年－約前155年。
關於法爾奈克一世即位時間不是很確定，但至少在前183年當上本都國王，並拿下之前本都國王意圖染指的錫諾普。之後，羅德島向羅馬抱怨法爾奈克一世的侵略企圖，但沒有後文。同一時間，法爾奈克與鄰近的帕加馬國王歐邁尼斯二世發生糾紛，兩國都派出大使到羅馬，互相指控對方的惡行。前181年春天，不等出使羅馬的大使歸國，法爾奈克率軍入侵帕加馬，並與卡帕多細亞國王阿里阿拉特四世和比提尼亞國王普魯西阿斯二世交戰，戰爭很快得被羅馬元老院所派的代理人中止，並釐清這次衝突因果。但法爾奈克一世以羅馬的要求極不合理而拒絕，使協商破局，戰爭再度開啟。期間經過不同緣由中斷幾次，最終於前179年夏天結束，因法爾奈克覺得在也無力與帕加馬、卡帕多細亞和比提尼亞等勢力對抗，被迫失去所有獲得的加拉太和帕夫拉戈尼亞領土來換取和平，但本都依舊保有錫諾普。
法爾奈克的統治期不是很確定，在一些資料透露他在前170年仍在位，並確定於前155年逝世，因其兄弟米特里達梯四世此時已當上國王。古希臘歷史學家波利比烏斯描述法爾奈克是個自大且充滿暴力的君主。
| 前任： 米特里達梯三世 | 本都國王 約前183年－約前155年 | 繼任： 米特里達梯四世 |